# Christoffer Mafoumbi
Christoffer Mafoumbi, né le 3 mars 1994 à Roubaix (Nord) est un footballeur international congolais, qui possède également la nationalité française. Il évolue au poste de gardien de but.

## Biographie
Natif de Roubaix, Mafoumbi intègre le centre de formation du LOSC Lille, évoluant pendant six ans au sein des différentes équipes de jeunes des Dogues. Il décide de quitter le club et signe en 2011 au club voisin, le Racing Club de Lens, intégrant l'équipe réserve. 
En 2011, il fait ses débuts au sein de l'équipe B du RCL avant de jouer dix-neuf matchs en 2012-2013, se partageant le poste avec Samuel Atrous. Il fait ses débuts en équipe nationale congolaise et devient un sélectionné récurrent de l'entraîneur Kamel Djabour.
Après la saison 2013-2014, il n'est pas conservé par la réserve lensoise. Il s'engage avec l'Union sportive Le Pontet, disputant douze matchs avec cette équipe. Au début de l'année 2015, il est victime d'un licenciement économique et se retrouve sans club. Il revient dans le Nord-Pas-de-Calais pour s'entraîner avec la réserve du RC Lens.
Libre de tout contrat depuis plusieurs mois, Christopher Mafoumbi signe en novembre 2015 au FC Vereya, club de première Bulgare pour une durée d'un an.
En manque de temps de jeu en Bulgarie, Christoffer Mafoumbi signe en août 2016 en Afrique, Au Free State Stars d'Afrique du Sud pensionnaire de PremierShip (première division), pour une durée de 2 ans plus une troisième année en option.
Quelques jours après sa signature, le gardien se blesse gravement au tendon d'Achille durant un entraînement avec sa nouvelle équipe. Il ne retrouvera les terrains que trois mois après. Il rate donc le début de saison.
Après avoir résilié son contrat avec les Free State Stars, il est mis à l'essai par le Blackpool FC, promu en troisième division anglaise, et joue un match amical contre Dundee United. Le 20 juillet 2017, il signe un contrat de deux ans assorti d'une année en option avec les Tangerines. 